# 阿爾克馬爾車站
阿爾克馬爾車站（荷蘭語：Alkmaar）是位於荷蘭北荷蘭省阿爾克馬爾的一座鐵路車站，於1865年12月20日啟用，位於登海爾德－阿姆斯特丹鐵路上。站址位於阿姆斯特丹西北約40公里處。2018年，每日平均約有21,026名乘客利用。